# Mister Hyde (comics)
Pour les articles homonymes, voir Docteur Jekyll et M. Hyde.
Calvin Zabo, alias Mister Hyde, est un super-vilain évoluant dans l'univers Marvel de la maison d'édition Marvel Comics. Créé par le scénariste Stan Lee et le dessinateur Don Heck, le personnage de fiction apparaît pour la première fois dans le comic book Journey Into Mystery #99 en décembre 1963.
Le personnage est basé sur le Mister Hyde du roman de Robert Louis Stevenson. Tout d'abord ennemi de Thor, puis de Daredevil, il devient ensuite celui de Spider-Man.

## Biographie du personnage

### Origines
Originaire du New Jersey, Calvin Zabo est un brillant — mais peu scrupuleux — scientifique, spécialisé dans l'étude des hormones humaines. Un de ses livres préférés est le fameux roman de Stevenson, L'Étrange Cas du docteur Jekyll et de M. Hyde. Obsédé par le thème du livre, il entreprend des expériences pour créer une formule similaire en se finançant grâce aux entreprises qui l'emploient.
Alors qu'il postule dans un hôpital de New York, la place lui est refusée par le médecin Donald Blake (l'incarnation mortelle du dieu Thor), suspicieux sur sa carrière. Zabo jure de se venger. Peu après, il finalise sa formule et se transforme en « Hyde ». Il est vaincu par Thor.

### Parcours
Devenu criminel professionnel, Mister Hyde s'allie avec le Cobra pour se venger du dieu asgardien. Le duo est recruté par le demi-frère de Thor, Loki, puis affronte le héros Daredevil.
Il fait aussi équipe avec le Pitre et le Scorpion. On le voit aussi se battre contre Captain America et le Faucon. Par la suite, il est engagé par l'Homme pourpre, tout comme le Pitre et le Gladiateur.
Emprisonné avec Hyde, le Cobra parvient à s'échapper de la prison de Rikers Island, laissant croupir Zabo, fatigué d'être le partenaire d'un être si impulsif. Patrick Mulligan tente alors d'user de la rancune de Hyde pour le convaincre de l'aider à retrouver le Cobra, avec des résultats assez limités.
À sa sortie de prison, Hyde recherche le Cobra pour se venger mais est stoppé par Spider-Man. Il réussit toutefois à s'évader, mais vaincu à plusieurs reprises par le Tisseur et Tête à cornes.

### Les Maîtres du mal
Mister Hyde devient membre des Maîtres du Mal. Le groupe de vilains attaquent ensuite le Manoir des Vengeurs et Hyde torture le Chevalier noir et le majordome Jarvis. Avec les Démolisseurs, il laisse Hercule pour mort pour être finalement battu par les Vengeurs. Il est alors incarcéré à la Voûte. Après une tentative d'évasion empêchée par Captain America, il s'évade pour de bon grâce à l'aide du Sorcier.
Par la suite, il combat Hulk (qui lui inflige un trauma crânien, limitant ses transformations) et Ghost Rider (qui lui fait subir son regard d'expiation surnaturel).
Il est fait prisonnier une nouvelle fois et est emprisonné au Raft jusqu'à ce que Electro libère de nombreux criminels. Lors de la bagarre générale, il est assommé par Luke Cage (Power Man).

### Civil War
Lors du crossover Civil War, on découvre que Zabo a enlevé de jeunes sans-abri pour les transformer en créatures arachnides. Durant un combat contre Spider-Man, Hyde tire sur la toile collée à son visage et s'arrache les paupières. Il reçoit aussi de l'acide sur le visage, ce qui le défigure et le rend aveugle de l'œil gauche.
On apprend à un moment que Hyde a eu une fille, nommée Daisy Johnson.

### Dark Reign
Hyde est recruté par The Hood dans son cartel de super-vilains et, au même moment, au sein de la Lethal Legion du Moissonneur. Mais les plans auxquels il participe échouent et Zabo se retrouve une nouvelle fois derrière les barreaux.

## Pouvoirs et capacités
Calvin Zabo est un scientifique doué et un véritable génie en biochimie.
- Sous l'effet de son sérum hormonal spécial, il se transforme en Mister Hyde, un être à la force colossale. Son apparence change alors de manière drastique. Sa taille et sa musculature augmentent considérablement. La durée de la transformation est limitée par la dose de sérum ingérée et ne dure généralement que quelques heures.
- Transformé, Calvin possède aussi une endurance et une résistance incroyables. Seuls les êtres possédant une force titanesque peuvent le combattre.
- Dans un état de rage maximal, Hyde peut tenir tête à Thor et même a Hulk si celui-ci n'est pas trop en colère. Il a déjà vaincu à plusieurs reprises La Chose et Le Colosse.

## Apparitions dans d'autres médias
Sauf indication contraire, les informations mentionnées dans cette section peuvent être confirmées par la base de données cinématographiques IMDb,  présente dans la section « Liens externes ».

### Télévision

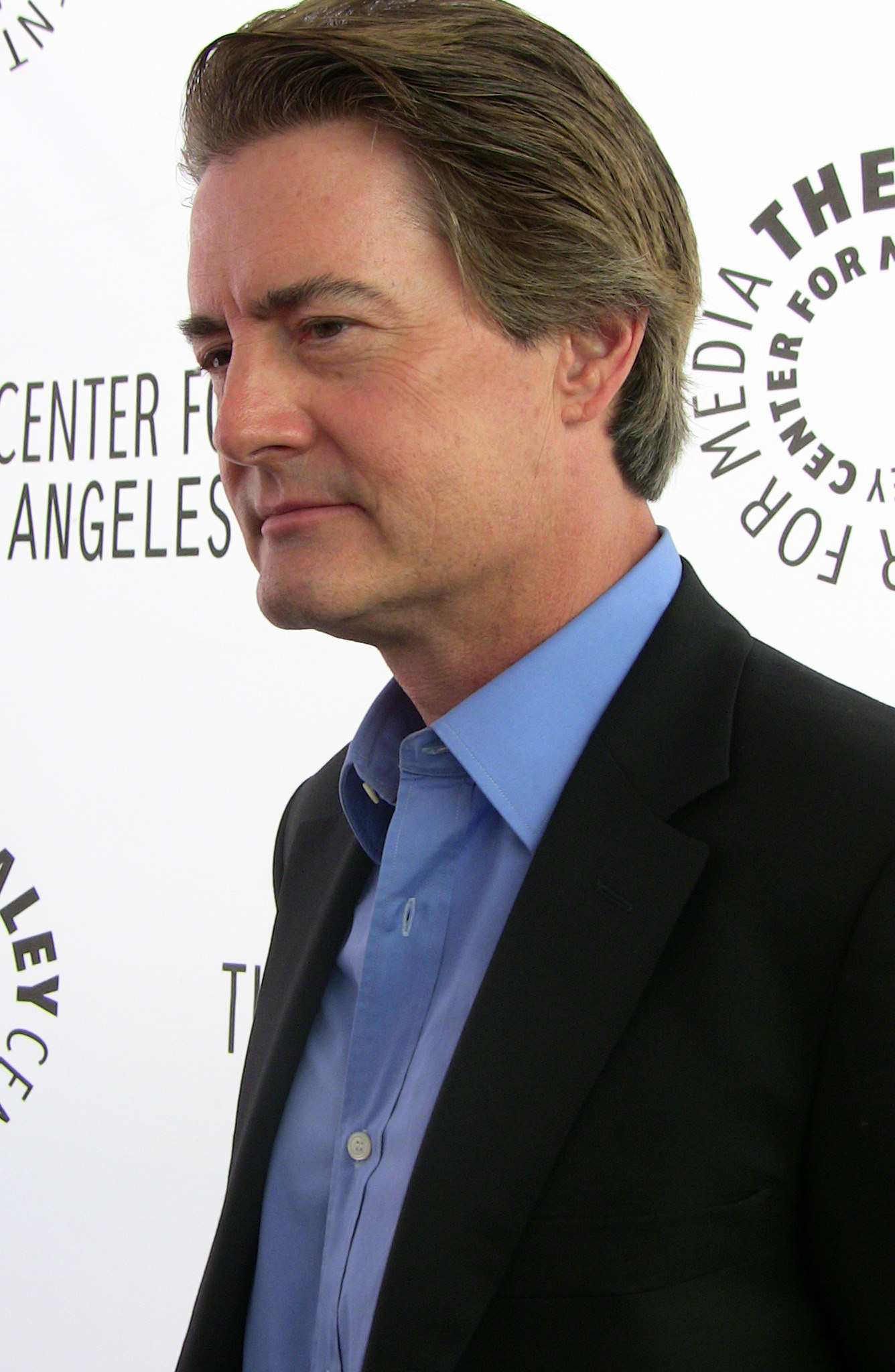
L'acteur Kyle MacLachlan incarne le docteur Calvin Zabo dans Marvel : Les Agents du SHIELD (saison 2).

Interprété par Kyle MacLachlan dans l'univers cinématographique Marvel
- 2014 : Marvel : Les Agents du S.H.I.E.L.D. (saison 2) — Présenté dans un premier temps comme « le Docteur » avant que son nom ne soit révélé, il poursuit une quête vengeresse contre le docteur Daniel Whitehall qui a disséqué sa femme, une Inhumaine afin de récupérer son don de ralentissement du vieillissement. Il a donc modifié son corps chimiquement afin de se donner une force surhumaine, mais a depuis un problème de contrôle de la colère qui le rend très instable psychologiquement. Malgré çà, il est beaucoup moins mauvais que dans les comics et il est même sympathique, étant prêt à tout pour retrouver et protéger sa fille, allant même jusqu'à tuer Jiaying, sa femme, pour sauver Skye, n'ayant pas eu le choix. Il subit ensuite le programme TAHITI, ayant sa mémoire effacée et commençant une nouvelle vie comme vétérinaire sous l'identité du Docteur Winslow, ne se souvenant pas de ce qu'il a perdu.